# (2435) Horemheb
(2435) Horemheb est un astéroïde de la ceinture principale.

## Description
(2435) Horemheb est un astéroïde de la ceinture principale. Il fut découvert par Cornelis Johannes van Houten, Ingrid van Houten-Groeneveld et Tom Gehrels le 24 septembre 1960 à l'observatoire Palomar. Il présente une orbite caractérisée par un demi-grand axe de 2,2 UA, une excentricité de 0,205 et une inclinaison de 3,968° par rapport à l'écliptique.
Il fut nommé en hommage au souverain égyptien Horemheb, dernier pharaon de la XVIIIe dynastie.

## Compléments